# Jurassic shift
Jurassic shift is een studioalbum van Ozric Tentacles. Het album is opgenomen in de At the Mill Studio te Somerset, thuisbasis van de band. De muziekgroep speelde veel tijdens alternatieve muziekfestivals en schuwde het roken van een joint dan ook niet. In dat kader was het te verwachten dat de band zou komen met een compact disc-hoes, die deels gefabriceerd is uit hennep.
De titel van het album en de track Pteranodon zouden kunnen verwijzen naar de wijziging (shift) van krijt naar Jura. De film Jurassic Park kwam binnen twee maanden na het uitbrengen van dit album in de bioscoop.  

## Musici
- Ed Wynne – gitaar, koto, synthesizers
- Zia Geelani (en Roly Wynne) – basgitaar
- Joie Hinton – synthesizers, geluidseffecten en samples
- Merv Pepler – slagwerk
- Marcus Carcus – percussie
- John Egan – dwarsfluit
- Generator John – tamboerijn

## Muziek
| Nr. | Titel                            | Duur  |
| --- | -------------------------------- | ----- |
| 1.  | Sun hair (Ozric Tentacles)       | 5:43  |
| 2.  | Stretchy (Wynne, Hinton)         | 6:51  |
| 3.  | Feng Shui (Ozric Tentacles)      | 10:24 |
| 4.  | Half light in Thillai (Wynne)    | 5:35  |
| 5.  | Jurassic shift (Ozric Tentacles) | 11:05 |
| 6.  | Pteranodon (Ozric Tentacles)     | 5:40  |
| 7.  | Train oasis (Wynne)              | 2:45  |
| 8.  | Vita room (Ozric Tentacles)      | 4:48  |

## Hitnotering
Het album haalde van alle Ozric-albums de hoogste notering in de Britse albumlijst. 

### Britse album top 100
| Hitnotering: 1-5-1993 t/m 28 mei 1993 | Hitnotering: 1-5-1993 t/m 28 mei 1993 | Hitnotering: 1-5-1993 t/m 28 mei 1993 | Hitnotering: 1-5-1993 t/m 28 mei 1993 | Hitnotering: 1-5-1993 t/m 28 mei 1993 | Hitnotering: 1-5-1993 t/m 28 mei 1993 |
| Week:                                 | 1                                     | 2                                     | 3                                     | 4                                     |                                       |
| ------------------------------------- | ------------------------------------- | ------------------------------------- | ------------------------------------- | ------------------------------------- | ------------------------------------- |
| Positie:                              | 11                                    | 27                                    | 39                                    | 52                                    | uit                                   |